# Dendrochilum trilobum
Dendrochilum trilobum är en orkidéart som först beskrevs av Henry Nicholas Ridley, och fick sitt nu gällande namn av Oakes Ames. Dendrochilum trilobum ingår i släktet Dendrochilum och familjen orkidéer. Inga underarter finns listade i Catalogue of Life.